# Awizo (klasa okrętów)

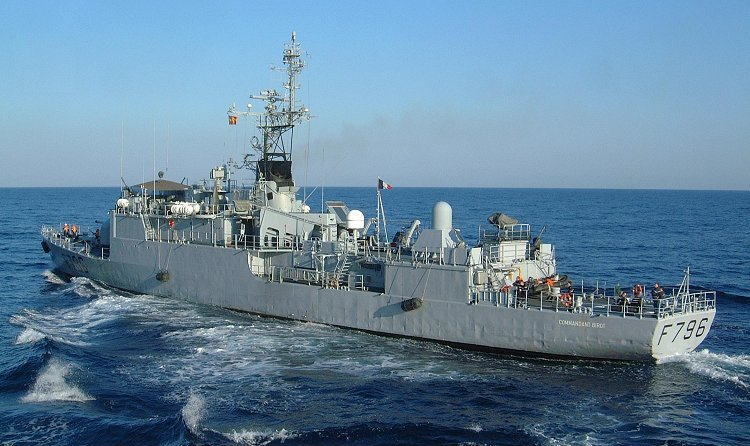
Współczesne awizo francuskie (korweta) „Commandant Birot” typu A69

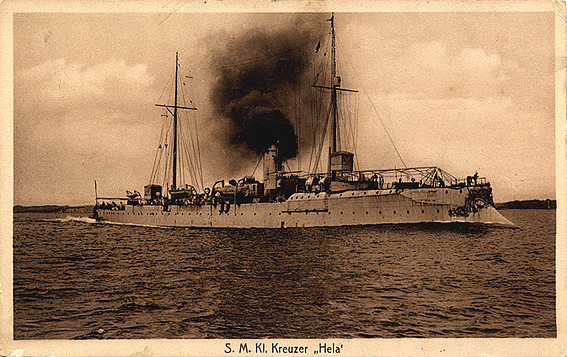
Niemieckie awizo SMS Hela z końca XIX w.

Awizo (fr. aviso) – klasa niewielkich lub średniej wielkości okrętów, obecnie wyróżniana jedynie we Francji, skąd pochodzi nazwa klasy. Początkowo słowo to oznaczało niewielką łódź służącą do przesyłania poleceń i rozkazów, a w XIX wieku niewielki okręt służący do zadań łącznikowych i patrolowych lub służby kolonialnej.
Klasa ta była wyróżniana pod tą nazwą również w XIX wieku w Niemczech (Aviso) i od XIX wieku do roku 1957 we Włoszech (avviso). Określenie to bywa używane także w odniesieniu do podobnych okrętów innych państw, w tym najmniejszych nieopancerzonych krążowników i krążowników torpedowych (odpowiada angielskiemu dispatch vessel). W XX wieku w Marynarce Francuskiej jako awiza klasyfikowane były okręty wyróżniane na świecie jako patrolowce, korwety, eskortowce (slupy) lub kanonierki. XX-wieczne awiza włoskie to okręty odpowiadające eskortowcom, w 1957 roku przeklasyfikowane na fregaty.
W okresie międzywojennym i II wojny światowej francuskie awiza były to okręty o wyporności 300–700 ton, prędkości 13–20 węzłów, uzbrojone zwykle w 2 działa kalibru 100–138 mm lub 4 działa 100 mm (były też jednostki słabsze). W polskiej terminologii awiza z okresu obu wojen światowych klasyfikuje się zwykle jako eskortowce lub kanonierki. Odrębną klasą były awiza kolonialne (aviso colonial) – były to większe i silniej uzbrojone okręty przeznaczone do dalekiego pływania w koloniach francuskich (kanonierki kolonialne, przede wszystkim typu Bougainville).
Awiza kolonialne wyróżniano pod tą nazwą w XX wieku także w Portugalii (np. typu Afonso de Albuquerque). W terminologii anglosaskiej okręty portugalskie określane są jako slupy, a po II wojnie światowej zostały przeklasyfikowane na fregaty.
Współczesne awiza francuskie (obecnie okręty typu A69) klasyfikowane są w Polsce i NATO jako korwety.